# بلیک شلتون
بلیک تلیسن شلتون (به انگلیسی: Blake Tollison Shelton) (زادهٔ ۱۸ ژوئن ۱۹۷۶) خوانندهٔ سبک کانتری و شخصیت تلویزیونی آمریکایی است. وی در سال ۲۰۰۱ با انتشار آهنگ «آستین» فعالیت خود را آغاز کرد. این آهنگ که از اولین آلبوم وی بود توانست به مدت پنج هفته در جایگاه نخست آهنگ‌های داغ کانتری بیلبورد قرار گیرد. همچنین اولین آلبوم بلیک  شلتون نیز موفق شد گواهی‌نامه طلایی را کسب کند. انتشار آلبوم اول وی بر عهدهٔ شرکت جاینت رکوردز بود که بعد از بسته شدن این شرکت، وی به کمپانی وارنر برادرز. رکوردز منتقل شد.
دومین و سومین آلبوم  شلتون در سال‌های ۲۰۰۳ و ۲۰۰۴ منتشر شد که هردوی آن‌ها نیز موفق به اخذ گواهی‌نامه طلایی شدند. چهارمین آلبوم وی به نام بی‌اس خالص (محصول ۲۰۰۷) یک‌بار دیگر در سال ۲۰۰۸ انتشار دوباره یافت. پنجمین آهنگ  شلتون نیز که با همکاری، میراندا لمبرت، که بعدها معشوقهٔ  شلتون شد، تهیه شده بود، با نام آغازکردن آتش‌ها در نوامبر ۲۰۰۸ انتشار یافت.

## زندگی
بلیک یکی از داوران برنامه تلویزیونی صدا می‌باشد و تاکنون در هشت فصل از بیست فصل پخش شده، تیم او موفق به کسب عنوان قهرمانی شده‌است.

### زندگی شخصی
بلیک  شلتون در ۱۷ نوامبر ۲۰۰۳ با نامزد طولانی مدتش، کینت گرنت، ازدواج کرد. این ازدواج در سال ۲۰۰۶ با طلاق به اتمام رسید.
وی در سال ۲۰۰۵ با میراندا لمبرت آشنا می‌شود. لمبرت در تهیه آلبوم به  شلتون کمک زیادی کرده و حتی در چند آهنگ به عنوان خواننده پس‌زمینه فعالیت نیز داشته‌است.  شلتون مدتی بعد با اجازه پدر میراندا، از وی خواستگاری نموده و در نهایت این دو در ۱۴ می ۲۰۱۱ در برنی، تگزاس با هم ازدواج می‌کنند.
در ۱۲ ژانویه ۲۰۱۲ پدر  شلتون در سن ۷۱ سالگی از دنیا می‌رود. برادر  شلتون، ریچی، هم در سال ۱۹۹۰ و زمانی که بلیک ۱۴ سال بیشتر نداشت از دنیا رفته بود.
وی در حال حاضر با گوئن استفانی خواننده معروف٫ ازدواج کرده است.